# Filles de la pluie
Filles de la pluie, sous-titré Scènes de la vie ouessantine, est un roman d'André Savignon publié en 1912 aux éditions Grasset. Il a reçu la même année le prix Goncourt.

## Résumé
Filles de la pluie est un roman d’André Savignon, publié en 1912, qui se déroule sur île d’Ouessant, un endroit isolé et sauvage de la Bretagne. À travers une série de portraits de femmes, Savignon décrit la vie de ces Ouessantines, souvent laissées seules par leurs maris, marins naviguant loin en mer. La narration illustre une communauté où les mœurs sont considérées comme « libres », où les femmes doivent séduire les rares hommes présents sur l’île. L’arrivée d’un bataillon de coloniaux sur l’île perturbe cet équilibre. Les interactions entre les militaires et les insulaires sont dépeintes comme tumultueuses, caractérisant une société en transition confrontée à des influences extérieures,.

## Analyse
Le roman se distingue par sa capacité à capturer l’atmosphère unique d’Ouessant. La description des coutumes locales et le contraste entre la vie insulaire traditionnelles et les influences extérieures soulignent le choc des cultures. Les portraits des Ouessantines révèlent à la fois la force et la vulnérabilité de ces femmes, prises entre leurs désirs et les réalités de leur existence. La phrase « Si tu vois un homme, dépêche-toi de le prendre : il n’y en aura pas pour chacune » illustre la rareté des partenaires masculins.Toutefois, malgré cette apparente « liberté », les femmes sont également victimes de sévices et d'abus, accentuant la tension entre la tradition et les changements sociopolitiques introduits par l'armée coloniale.
Filles de la pluie est plus qu’un simple récit sur la vie insulaire. C'est une exploration des relations humaines, des effets dévastateurs de l'absence et de la beauté tragique d'une culture unique. Le roman d’André Savignon continue de susciter l’intérêt non seulement pour son contenu littéraire, mais aussi pour les controverses qu’il a engendré, soulignant ainsi le rôle de la littérature dans le reflet des tensions sociopolitiques. L'ouvrage reste une étude fascinante des interactions humaines au sein d'une communauté insulaire face à des forces extérieures 

## Controverses
Filles de la pluie est un ouvrage complexe qui a suscité de vives réactions. À Ouessant, le livre est souvent mal perçu et son auteur, André Savignon, est critiqué pour ses descriptions jugées peu flatteuses des Ouessantins et notamment des femmes. L’expression « l’île des Veuves » fait écho à la réalité de nombreux mariages en attente, tandis que le coût émotionnel de l'absence des hommes souligne la souffrance des insulaires. Savignon, ayant emprunté à ses expériences personnelles et à ses observations, est souvent réduit au rôle de dépeigneur d'un paysage et d'une culture jugés trop naïfs et paisibles pour les réalités cachées de l'île,.

## Prix Goncourt 1912

### La controverse
L’obtention du prix Goncourt par Savignon en 1912 pour Filles de la pluie est entourée d'une controverse qui témoigne des tensions sociales et littéraires de l'époque. Le roman était en compétition avec L’Ordination de Julien Benda, et des divisions politiques au sein des jurés exacerbaient le scrutin. Il a été rapporté que certains jurés préféraient voter pour Savignon plutôt que d’accorder leur suffrage à un juif, soulevant des questions antisémites dans une compétition littéraire. Finalement, le président du jury, Léon Hennique, a tranché en faveur de Savignon, levant ainsi la voix de la majorité contre l'opposition. Cela a donné lieu à des dissentions dans le monde littéraire, certains membres quittant le jury en signe de désaccord, ce qui a placé le Goncourt de Savignon dans un contexte de débat houleux, à la fois sur ses mérites littéraires et sur les dynamiques sociales en jeu.

### Le vote
Le processus de vote a nécessité six tours de scrutin. Au premier tour, André Savignon n'a obtenu qu'une voix, et son nom n'a pas été mentionné au second tour. Cependant, au cinquième tour, il a réussi à rassembler cinq voix, tandis que Julien Benda en a recueilli quatre et Charles Vildrac une,.
Au dernier tour, les membres du jury, à savoir Octave Mirbeau, J.-H. Rosny jeune, Gustave Geffroy, Paul Margueritte et Lucien Descaves, ont soutenu Julien Benda par leurs votes, tandis que Léon Hennique, Elémir Bourges, Léon Daudet, J.-H. Rosny aîné et Mme Judith Gautier ont choisi de voter pour André Savignon.

## Éditions
- Filles de la pluie, aux éditions Grasset, Paris, 1912.
- Filles de la pluie, aux éditions Le Livre Moderne Illustré, ill. de Gustave Alaux, 1924.
- Filles de la pluie, aux éditions Crès, 1926, illustré par André Fraye
- Filles de la pluie, Paris, Editons Mornay (coll. "Les beaux livres"), 1934, lithographies de Mathurin Méheut
- Filles de la pluie, Paris, Éditeur d’Art Robert Léger, 1964, Illustrations de Robert Humblot